# Ruby, l'ado Kraken
Pour plus de détails, voir Fiche technique et Distribution.
Ruby, l'ado Kraken ou Ruby Gillman, la jeune Kraken au Québec (Ruby Gillman, Teenage Kraken) est un film d'animation réalisé par Kirk DeMicco et Faryn Pearl et sorti en 2023,.
Ruby Gillman, une Kraken de seize ans, apprend qu'elle est la prochaine dans la lignée des légendaires krakens des mers.  Malgré son noble destin, elle cherche désespérément à s'intégrer à Oceanside High.  Ruby a encore plus de mal à s'intégrer lorsque sa mère lui interdit d'aller à la plage.  Après avoir désobéi aux règles de sa mère, elle découvre qu'elle descend des reines guerrières Kraken et montera sur le trône en tant que reine guerrière des sept mers, comme sa grand-mère.  Le Kraken est une race qui a juré de protéger les océans du monde des sirènes vaniteuses et avides de pouvoir en luttant pendant des éternités.  La confrontation générationnelle atteint son paroxysme lorsqu'une sirène populaire nommée Chelsea s'inscrit à l'école de Ruby.

## Synopsis
Ruby Gillman vit avec sa famille dans la ville balnéaire d'Oceanside. Sa mère, Agatha, lui interdit d'aller au bal parce que c'est sur un bateau dans l'océan. À l'école, elle décide à l'origine de ne pas y aller, mais ses amis comptent s’y rendre et essayent de la convaincre de faire sa demande à son béguin, Connor. Avant qu'elle ne puisse demander, Connor tombe à l'eau. Ruby saute et le sauve. Cependant, elle commence à devenir géante à la suite de son contact avec de l'eau salée. Sa mère le découvre et la poursuit, retrouvant son frère, Mérou, en cours de route. Ils la calment et elle rétrécit jusqu'à sa taille normale.
De retour chez elle, Ruby apprend qu’ils sont des kraken mais elle est en colère contre sa mère qui lui a menti et ne lui a  jamais dit de quoi elle était capable; elle s'enfuit pour rencontrer sa grand-mère avec l'aide de Mérou. Sa grand-mère lui dit qu'elle est une princesse et la prochaine à monter sur le trône. Ensuite, sa grand-mère parle également à Ruby des sirènes et de la façon dont sa mère les a vaincu et  a quitté son royaume pour vivre à la surface au grand dam de sa mère. Ruby nie le trône, mais elle est ravie d’avoir pu rencontrer sa grand-maman. Mais sur le chemin du retour, elle est piégée par le Capitaine Gordon Lighthouse qui s’apprêtait à l’embrocher. Cependant, Chelsea, la nouvelle fille de l'école, se révèle être une sirène, la sauve et l'aide à s'échapper.
Le lendemain, Ruby essaie de reprendre sa vie normale, mais les dégâts provoqués à la bibliothèque et les images de son kraken se répand à travers toute la ville. À la suite de cela, Agatha force Mérou, Arthur et Sam à rejoindre l’équipage du Capitaine Gordon afin de le mener à une fausse piste de kraken pour arranger la situation en leur faveur. Ruby finit par sécher les cours avec Chelsea en oubliant ses amis, Chelsea emmène Ruby au puits des mers là où est cachée le trident d’Oceanos après la bataille et comment sa mère Nerissa a été tuée en essayant de le récupérer. Elle demande à Ruby de le récupérer à travers les courants pour l’aider à unir le kraken et les sirènes, alors Ruby s'entraîne avec sa grand-mère pour maîtriser ses pouvoirs (super nage, super force, carapace blindée et yeux laser) afin d’être assez puissante pour l'obtenir.
Le soir de la fête de campagne immobilière de Agatha, Ruby va demander à sa mère comment récupérer le trident d’Oceanos. Cependant, lorsqu'elle apprend que Ruby s'est liée d'amitié avec la sirène Chelsea et qu’elle a rencontré sa grand-Maman pour qu’elle l’entraîne, elle lui interdit de les revoir. Ruby s'enfuit pour récupérer le trident pour Chelsea. Cependant, lorsqu'elle parvient à le récupérer, Chelsea lui révèle qu’elle est en réalité Nerissa, devient géante et piège Ruby avant d'aller détruire la ville. La mère (sous sa forme kraken) et la grand-mère de Ruby essaient de la combattre, tandis que Mérou trouve Ruby en train de pleurer. Après qu'il lui ait donné quelques mots d'encouragement, elle remonte à la surface pour arrêter Nerissa.
Réalisant que le trident peut être détruit avec suffisamment de puissance, Ruby, sa mère et sa grand-mère utilisent leurs yeux laser pour détruire le trident ensemble, battant Nerissa et la ramenant à sa taille normale, où elle est capturée par Gordon. Elle se réconcilie avec ses amis et invite Connor au bal, il accepte. Quelque temps plus tard, tout le monde reprend sa vie normale, Ruby et Connor devenant un couple alors qu'elle devient la protectrice d'Oceanside.

## Fiche technique
- Titre original : Ruby Gillman, Teenage Kraken
- Titre français : Ruby, l'ado Kraken
- Titre québécois : Ruby Gillman, la jeune Kraken
- Réalisation : Kirk DeMicco
- Co-réalisation : Faryn Pearl
- Scénario : Pam Brady, Brian C. Brown et Elliott DiGuiseppi
- Musique : Stephanie Economou
- Animation : Fredrik Nilsson
- Direction artistique : Pierre Olivier-Vincent "POV"
- Montage : Michelle Mendenhall
- Production : Kelly Cooney Cilella
- Société de production : DreamWorks Animation
- Société de distribution : Universal Pictures
- Pays de production :  États-Unis,  Japon[1],[2]
- Langue originale : anglais
- Format : couleur — 2,35:1
- Genre : animation
- Durée : 91 minutes
- Dates de sortie :
  - France : 28 juin 2023
  - États-Unis, Québec : 30 juin 2023

## Distribution

### Voix originales
- Lana Condor : Ruby Gillman
- Toni Collette : Agatha Gillman
- Jane Fonda : Grand-maman
- Annie Murphy : Chelsea / Nerissa
- Sam Richardson : Brill
- Colman Domingo : Arthur Gillman
- Blue Chapman : Sam Gillman
- Will Forte : Gordon Lighthouse
- Liza Koshy : Margot
- Ramona Young : Bliss
- Eduardo Franco : Trevin
- Jaboukie Young-White : Connor
- Nicole Byer : Janice
- Echo Kellum : Doug
- Bri Arsement : Home Buyer
- Preston Arsement : Tourist

### Voix françaises
- Léana Montana : Ruby Gillman
- Fily Keita : Agatha Gillman
- Nicole Dogué : Grand-maman
- Claire Baradat : Chelsea / Nerissa
- Alex Fondja : Tonton Mérou
- Arnaud Léonard : Arthur Gillman
- Keanu Peyran : Sam Gillman
- Christophe Lemoine : Gordon Lighthouse
- Marie Facundo : Margot
- Lila Lacombe : Bliss
- Enzo Ratsito : Trevin
- Gaël Kamilindi : Connor
- Déborah Claude : Janice
- Thierno Ba : Doug

### Voix québécoises
- Laurie Babin : Ruby Gillman
- Christine Bellier : Agatha Gillman
- Danièle Panneton : Grand-maman
- Sandrine Fagnant : Chelsea / Nerissa
- Fayolle Jean Jr. : Arthur Gillman
- Noé Rouillard : Sam Gillman
- Hugolin Chevrette : Brill
- Benoît Brière : Gordon
- Célia Gouin-Arsenault : Margot
- Marguerite D'Amour : Bliss
- Matis Ross : Connor